# De Jaren

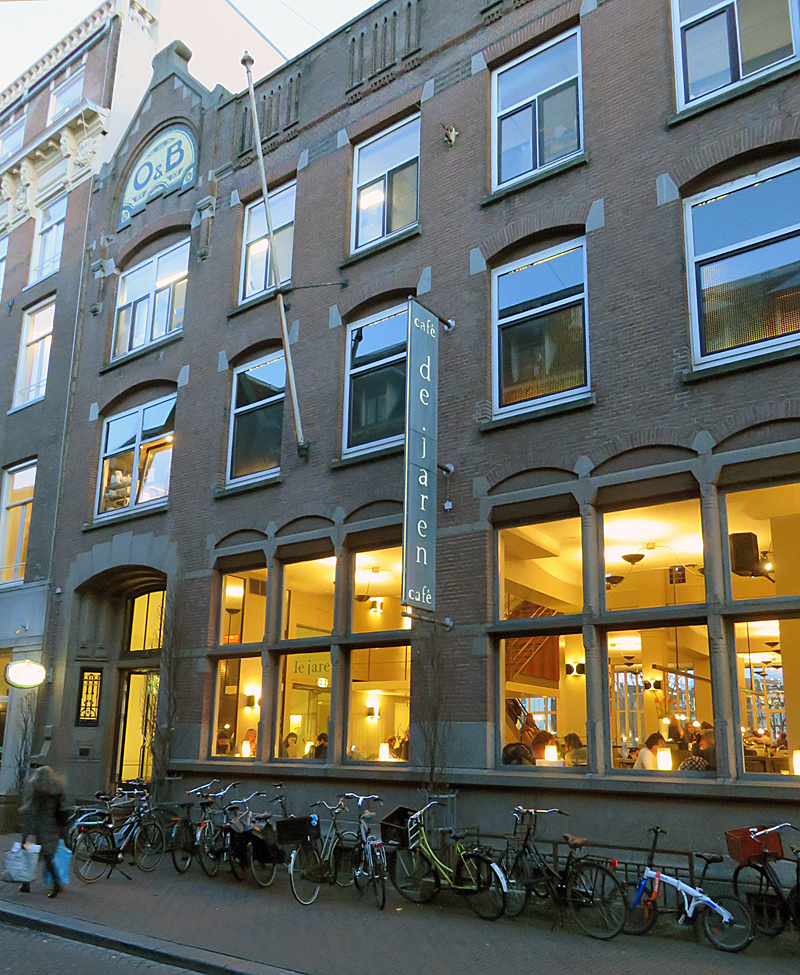
Voorzijde van café De Jaren

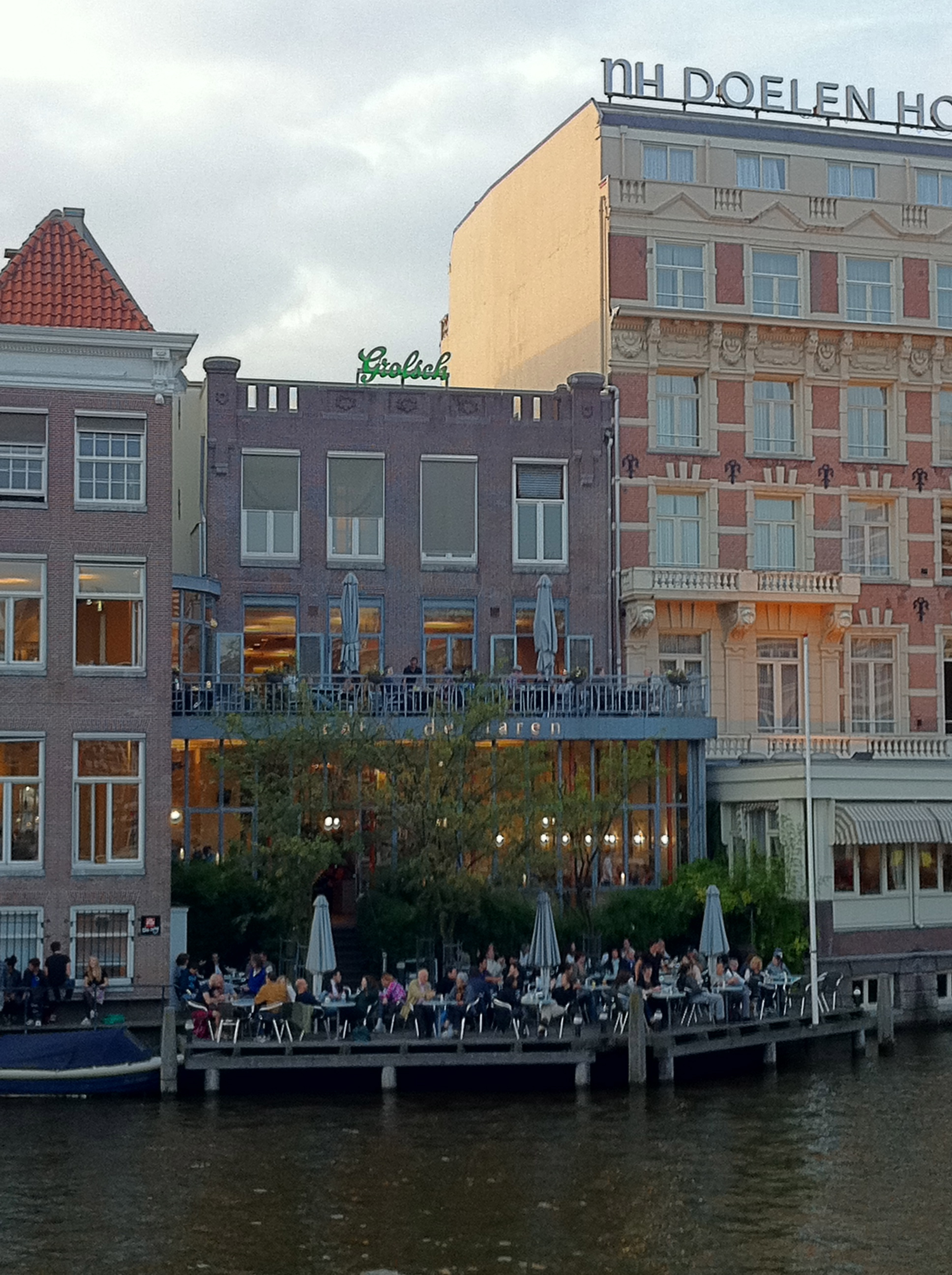
Achterzijde van café De Jaren met het terras aan de Amstel

De Jaren is een grandcafé in de Nieuwe Doelenstraat 20-22 in Amsterdam.
Op 4 juli 1990 opende Joseph Jansen in dit pand café De Jaren. Hij drukte een duidelijk stempel op de zaak, onder meer door te bepalen dat eten en drank vers moesten zijn en er geen frituur mocht komen omdat het café anders naar vet en patat ging ruiken. De leestafel werd bestemd de betere Nederlandse tijdschriften en een reeks van buitenlandse kranten. Een bijzondere attractie bij de opening was het onbeperkte saladebuffet, dat sindsdien kenmerkend voor de zaak is gebleven.
Het hoge interieur met grote ramen is modern ingericht. Aan de achterzijde, pal aan de Amstel, is een wat lager gelegen terras dat zich op een steiger bevindt waar boten kunnen aanmeren. Op de bovenverdieping is een restaurant met een terras op het balkon. Gezien de uitstraling wordt De Jaren vaak een grand-café genoemd, maar dat wordt vanuit de zaak zelf te pretentieus gevonden. In 1994 werd De Jaren overgenomen door René en Fred Boerdam, sinds 2013 met Remco Poelmans als mede-eigenaar.

## Gebouw
Het pand van het makelaarskantoor Mendes Gans werd in 1906 verbouwd voor de Ontvang- en Betaalkas, een instelling die tegen vergoeding waardepapieren zoals wissels en effecten bewaarde en die in 1929 werd overgenomen door de Kas-Vereeniging. Het gebouw werd verbouwd door architect Willem Hamer jr. en de initialen O & B van de Ontvang- en Betaalkas staan nog altijd hoog boven de ingang op de gevel.

## Trivia
- In 1999 werd De Jaren door een vakjury voor het blad Misset Horeca uitgeroepen tot beste café van Nederland.
- Voor het jaarlijkse International Documentary Filmfestival Amsterdam (IDFA) fungeert De Jaren als festivalcafé.